# Emsbach (Vorarlberg)
Der Emsbach ist ein knapp 6 km langes Fließgewässer in Vorarlberger Bezirk Dornbirn, der von rechts in den Rheintalbinnenkanal mündet.

## Name
Der Bach wird 1170 als Amides erstmals schriftlich erwähnt. Der Name leitet sich wahrscheinlich von einem vorromanischen Ortsnamen ab.

## Geographie

### Verlauf
Der Emsbach entsteht durch den Zusammenfluss von Finsternaubach und Gsohlbach oberhalb von Hohenems. Er fließt durch das Zentrum von Hohenems und mündet ein paar Meter unterhalb der L203 von rechts in den Rheintalbinnenkanal. Vor der Rheinregulierung und der Schaffung der Meliorationskanäle im Rheintal war der Emsbach ein direktes rechtes Nebengewässer des Rheins. Sein Einzugsgebiet beträgt etwa 7,49 km². Sein einziges Nebengewässer ist der von der Emsreute kommende Salzbach.

### Zuflüsse
(Vom Ursprung bis zur Mündung. Namen und Längen (auf eine Nachkommastelle gerundet) nach dem Vorarlberg Atlas)
- Gsohlbach (linker Quellbach), 3,1 km
- Finsternaubach (rechter Quellbach), 3,0 km
- Salzbach (rechts), 0,8 km (mit Tugsteinbach 3,8 km)

## Galerie

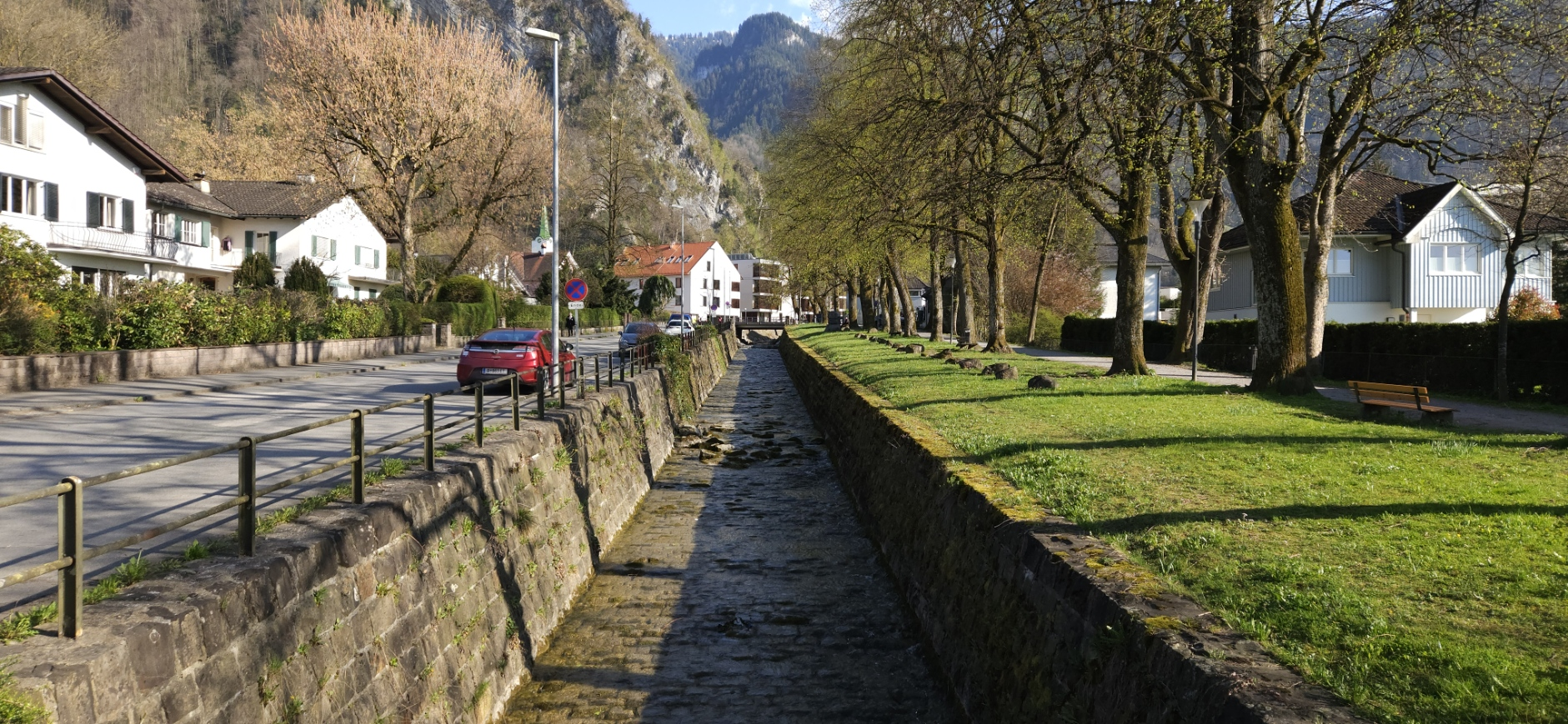
Blickrichtung Stadtmitte auf Höhe der Lindenallee
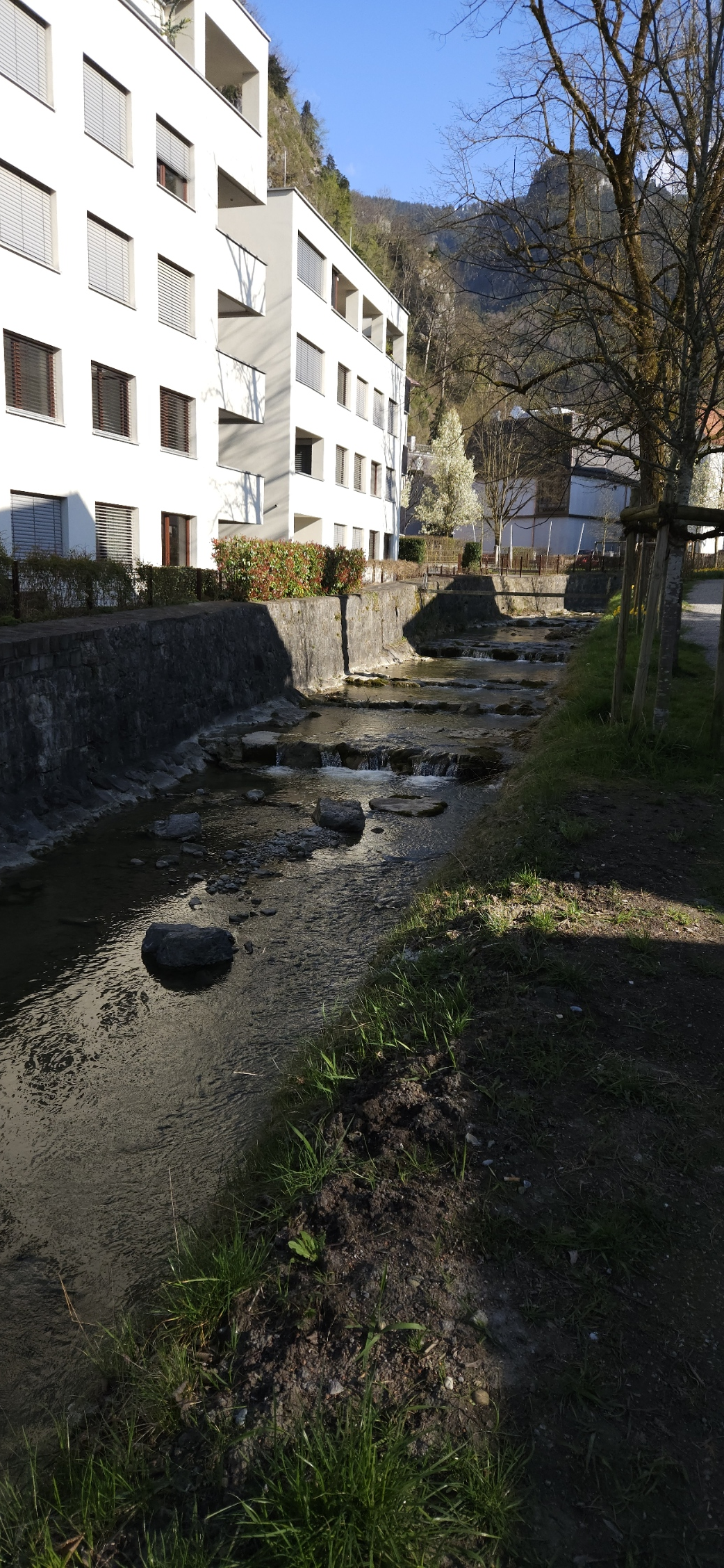
Auf Höhe der alten Sägemühle